# 야전지원사령부
야전지원사령부(Field Support Command (FSC))는 미국 육군이 주둔하고 있는 전세계에 전쟁에 대비하여 모아둔 전쟁예비재고(WRS)를 관리하고 작전에 참가하는 전력을 지원하는 임무를 지휘통제하는 군수지원사령부로, 육군지원사령부(ASC)의 전신조직이다.

## 역사
걸프 전쟁으로 얻은 교훈을 바탕으로 육군부는 전쟁 대비 예비재고를 본토, 유럽 태평양, 서남아시아별로 통합하고, 육균사잔배치재고(Army Prepositioned Stocks (APS))로 체계를 개정하였다. 그리고 이들을  관리하고 상황에 대응할 조직으로 육군전쟁예비지원사령부(AWRSPTCMD)를 구상하고 1996년 10월에 설립하여 11월 25일에 가동을 시작하였다. 2000년 3월 31일에 육구야전지원사령부(FSC)로 재지정하였다.
사령부는 헌역 장병과 육군부에 고용된 민간인, 외부계약직원을 통틀어 3천여명의 직원으로 운영되었으며, 범지구선배치전략에 따라 인도주의나 전구 안의 전투작전에 배치되는 전력을 지원하였다.
1998년 8월, 사령부가 네덜란드의 쿠보르던과 벨기에의 Zutendaal에 있는 시설을 폐쇄하고, 유럽 전투장비단을 네덜란드의 Eygelshoven로 이사보냈다. 재배치는 2000년 1월에 끝났다.
1999년 연초에 동북아시아 전투장비기지는 동북아시아 전투장비대대로  개명되고 아시아 전투장비단 대신에 육군전쟁예비지원사령부 직접보고부대로 지정되었다. 그리고 10월 1일에 쿠웨이트에 여단급 책무를 설정하면서 서남아시아 전투장비단 또한 아시아 전투장비단을 대신하여 사령부에 직접보고부대로 지정되었다.
2006년 9월 22일, 육군지원사령부로 대채되었다.

## 부대
- 산업운영사령부, 1996년
- AMC-CONUS - 포트 맥퍼슨
  - AMC-CONUS East; 2005년 3월, 설립
  - AMC-CONUS West; 2005년 3월, 설립
  - AMC-Forward 스트라이커
- AMC-Forward 유럽 - 네덜란드 Kerkrade 하몬드스 막사
  - 유럽 전투장비단 (CEG-E)
    - 북부 전투장비대대 (CEB-North) - 벨기에, 룩셈부르크
    - 남부 전투장비대대 (CEB-South) - 이탈리아 리보르노

  - 히테 전투장비기지 (CEB-Hythe) - 잉글랜드
- AMC-Forward 극동 - 인천시 부평동 캠프 마켓
  - 동북아시아 전투장비대대 (CEB-NEA) (APS-4) - 캠프 캐롤
- AMC-Forward 서남아시아 - 콰타르 도하 캠프 스누피
  - 서남아시아 전투장비대대 (CEB-SWA) (APS-5) - 콰타르, 쿠웨이트
- AMC-Afloat
  - 아시아 전투장비단 (CEG-A) - 사우스캐롤라이나 Goose Creek (APS-3)

## 계보
- 1996년 11월 25일,  Army War Reserve Support Command
→육군전쟁예비지원사령부
- 2000년 3월 31일, Field Support Command
→육군야전지원사령부

## 같이 보기
- 육군선점재고